# Maria Anna Trancart
Maria Anna Trancart, född före 1748, död efter 1789, var en tysk-fransk ballerina. Hon medverkade vid invigningen av Burgtheater i Wien 1748 och var alltså bland de första som engagerats där. Hon var berömd i sin samtid och var sedan länge engagerad vid hovteatern i Bayern, där hon hade en framgångsrik karriär och medverkade i en rad uppmärksammade baletter. 